# Peter Kumančík
Peter Kumančík (* 21. července 1985, v Senici) je slovenský obránce, od roku 2003 působící v TJ Spartak Myjava. Mezi jeho další angažmá patří: FK Senica, MFK Myjava-Turá Lúka a MFK Vrbové , kde v podzimní části aktuálního ročníku hostoval a nyní se pokusí prosadit do kádru Myjavy.